# Tenthredo distinguenda
Tenthredo distinguenda är en stekelart som först beskrevs av Stein 1885.  Tenthredo distinguenda ingår i släktet Tenthredo, och familjen bladsteklar. Arten är reproducerande i Sverige.

## Bildgalleri

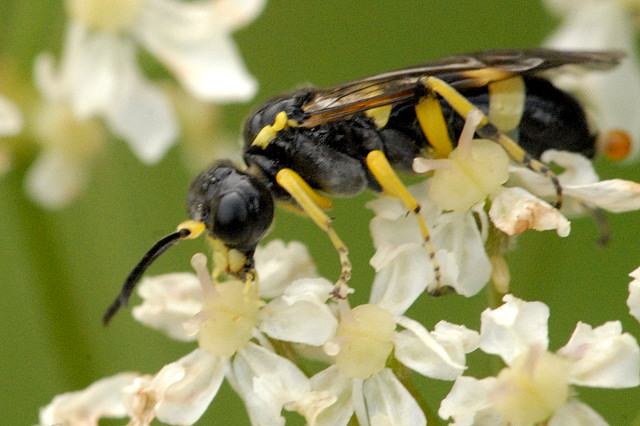
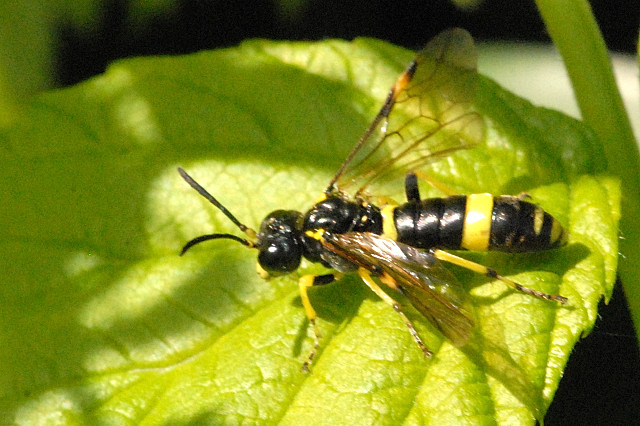
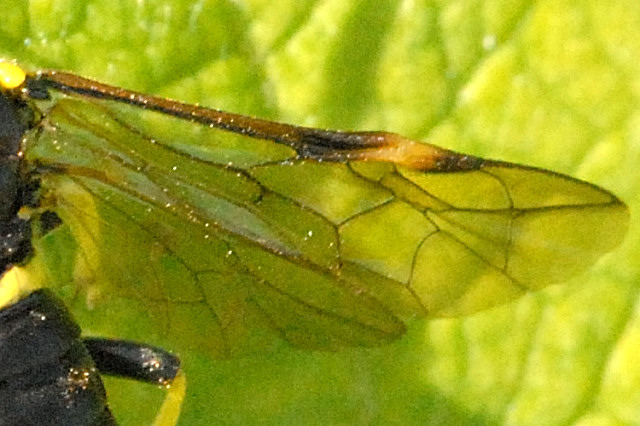